# John Deakin
Pour les articles homonymes, voir Deakin (homonymie).
John Deakin, né le 8 mai 1912 à Bebington (Wirral) et mort le 25 mai 1972 à Brighton (Sussex de l'Est), est un photographe anglais. Surtout célèbre pour son travail autour des membres du Colony Room, il est notamment l'auteur de nombreuses photographies ayant été commandées par Francis Bacon afin de s'en servir comme modèle.
Alcoolique chronique, John Deakin meurt dans l'oubli et la pauvreté mais sa réputation grandit à travers monographies et expositions au début des années 1980.

## Biographie

### Jeunesse
John Deakin étudie à la West Kirby Grammar School à Bebington. Bien qu'il souhaite devenir peintre, il commence par apprendre l'art de la photographie à Paris en 1939, où il rencontre l'illustrateur de mode Christian Bérard qui le présente à Michel de Brunhoff, rédacteur en chef du Vogue français.
De 1940 à 1945, Deakin sert dans l'armée britannique en tant que photographe et photographie la Seconde bataille d'El Alamein.
Après la Guerre, Deakin est employé comme photographe personnel de Vogue britannique entre 1947 et 1948, puis il est licencié après avoir perdu une partie du matériel fourni. Il est de nouveau employé par le magazine de 1951 à 1954 ; durant ces trois années, il bénéficie du soutien de l'éditeur Audrey Withers, même s'il n'aimait pas la photographie de mode. Deakin excelle dans les portraits de grandes figures de la littérature, du théâtre et du cinéma. Deakin reconnaît alors que la photographie est sa véritable vocation. 
Célèbre pour « son mauvais comportement et son mépris total pour les autres », Deakin est de nouveau renvoyé de Vogue « après un trop grand nombre de gueules de bois ».

### Relation avec Francis Bacon
Deakin passe de longues périodes à Rome et à Paris dans les années 1950, et se spécialise dans la photographie de rue. En 1951, John Lehmann publie un livre de photographies de Rome d'après Deakin, intitulé Rome vivant. Deakin passe de nombreuses années à essayer, en vain, de publier un livre de ses photographies de Paris, mais elles ont été exposées en 1956 à la librairie de David Archer à Soho.
Il photographie de nombreuses grandes figures de la scène artistique de Soho dans les années 1950, dont Francis Bacon, Lucian Freud, Frank Auerbach et Eduardo Paolozzi. Bien que les deux avaient une relation personnelle difficile, Bacon a une grande estime du travail de Deakin. Après la mort de Deakin, Bacon le décrit comme « le meilleur photographe de portrait depuis Nadar et Julia Margaret Cameron ». Pendant les années 1950 et 1960, Deakin photographie une série de portraits sur commande de Bacon, dont beaucoup serviront de modèle au peintre pour une partie de son travail le plus remarquable. Parmi les portraits du photographe ayant inspiré le travail du peintre, les plus célèbres sont le Portrait d'Isabel Rawsthorn et le Portrait d'Henrietta Moraes.
En 1972, on diagnostique à Deakin un cancer du poumon, il subit une opération durant laquelle on lui retire. Pendant sa convalescence, il meurt d'une crise cardiaque au Old Ship Hôtel à Brighton. À l'hôpital, il avait nommé Bacon comme son plus proche parent, ce qui oblige le peintre à identifier le corps ; ce dernier aurait ensuite affirmé « C'était sa dernière vacherie ».